# Phoropter
Der Phoropter, teils auch als Phorometer bekannt, ist eine augenoptische Apparatur, mit der die subjektive Refraktion eines Probanden bestimmt werden kann. 

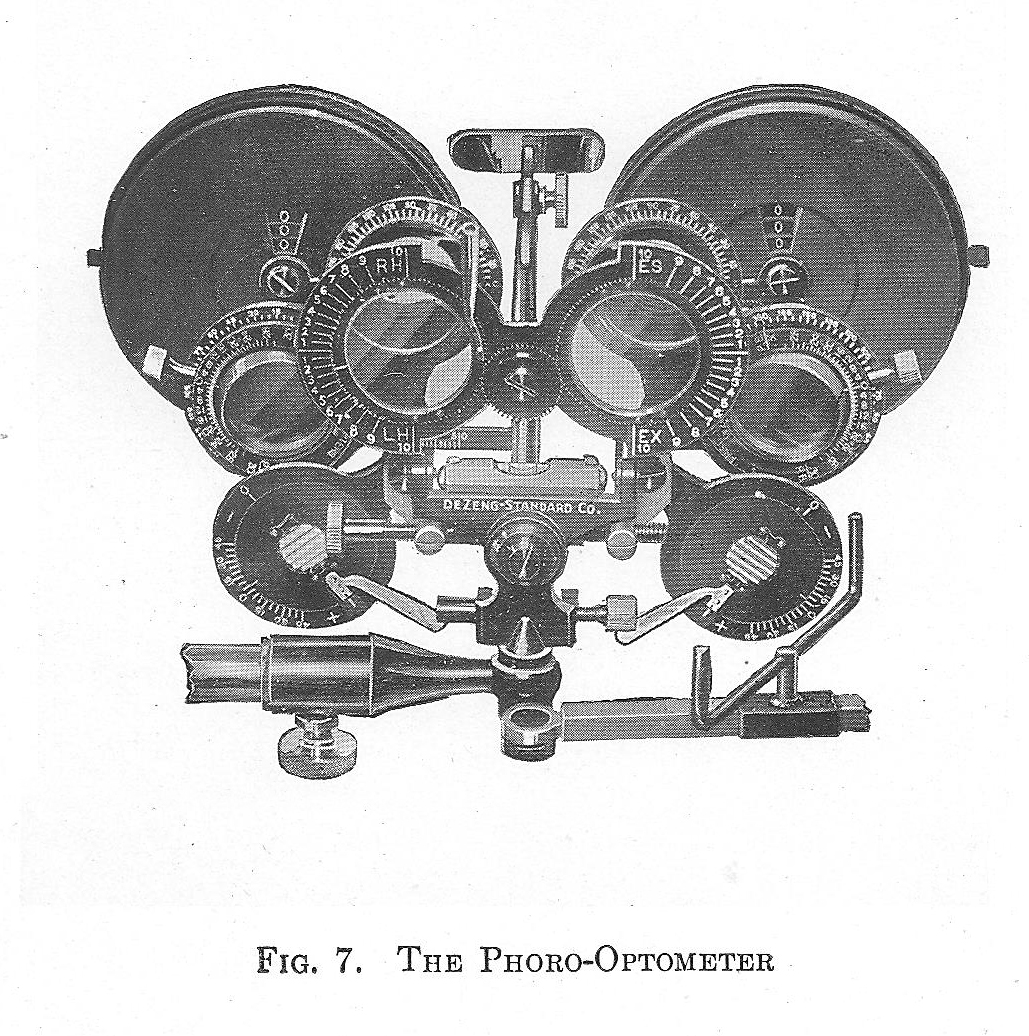
„Phoro-Optometer“, Gerät von De Zeng (1917)

## Geschichte
Ein funktionaler Vorläufer des Phoropters ist die Messbrille (Umgangssprachlich auch „Vorsteckbrille“, Probierbrille oder Probiergestell) in Kombination mit einem Gläserkasten, eine der Brille ähnliche Konstruktion, welche ebenfalls gestattet, so lange verschiedene Gläser in eine entsprechende Halterung zu stecken und den Patienten nach dem Ergebnis zu befragen, bis die optimalen Werte gefunden sind. Allgemein herrscht jedoch die Ansicht vor, dessen Handhabung sei bei weitem nicht so komfortabel und schnell, wie die eines Phoropters, weshalb die Messbrille heute in der Regel nur noch für die Untersuchung von Menschen mit Körperbehinderungen, kleineren Kindern und zum Zwecke des probeweisen Tragens oder zum Testen von realitätsnahen Sehsituationen benutzt wird, bevor eine Korrektur endgültig verordnet und angefertigt wird.
Der amerikanische Erfinder Henry Lawrence De Zeng entwickelte und beschrieb das Phorometer. Für seine Erfindungen zur Augenoptik wurden ihm etliche Patente erteilt. Optische Gerätschaften wurden von H. L. De Zeng und seinem gleichnamigen Sohn mit den Unternehmen DeZeng Standard Co. sowie Cataract Tool and Optical Company etwa ab 1905 und ab 1920 von der American Optical Company gefertigt. Manche der Geräte werden als Meilensteine der Optometrie in Museen ausgestellt.

## Messung und Anwendung

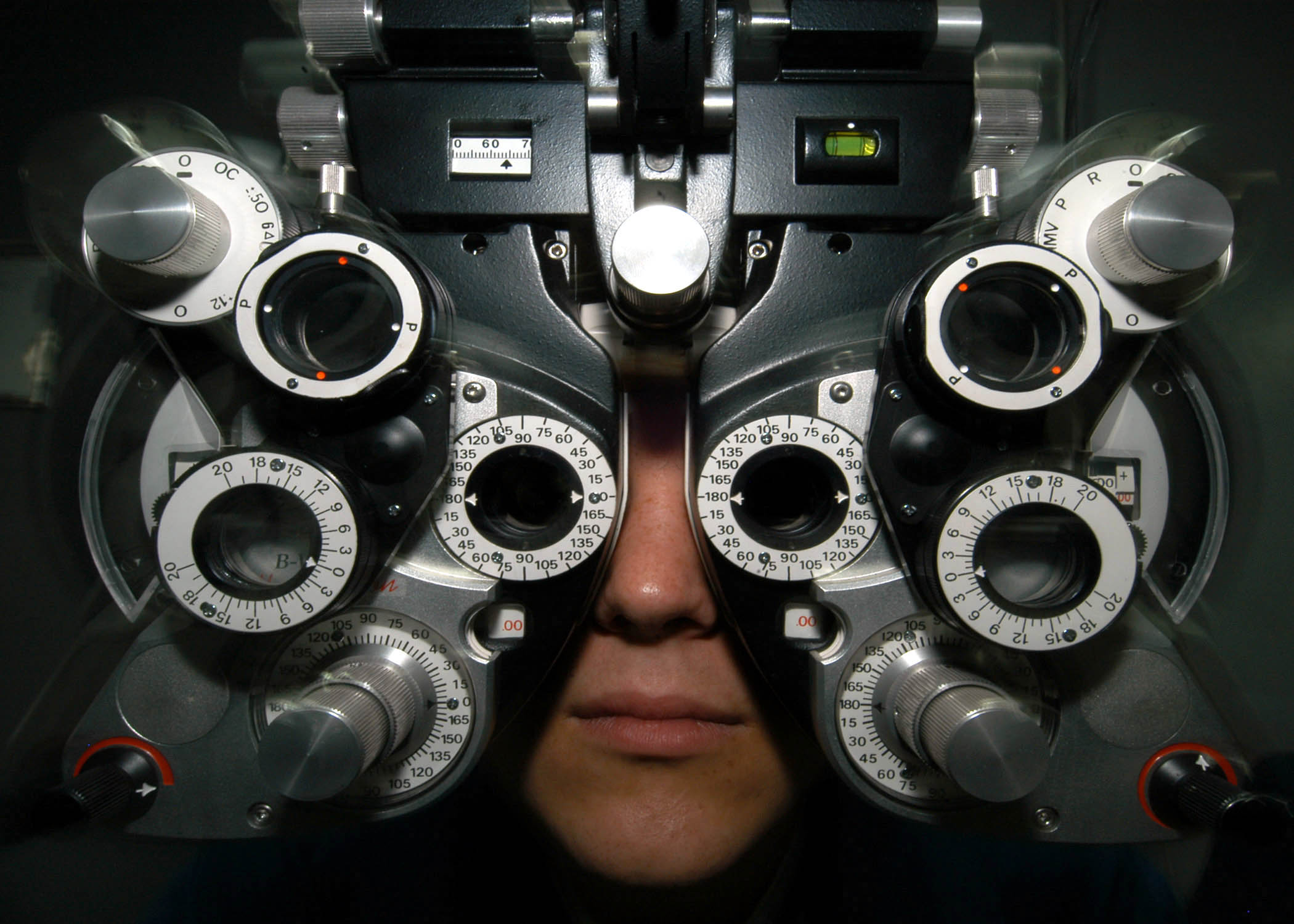
Manueller Phoropter

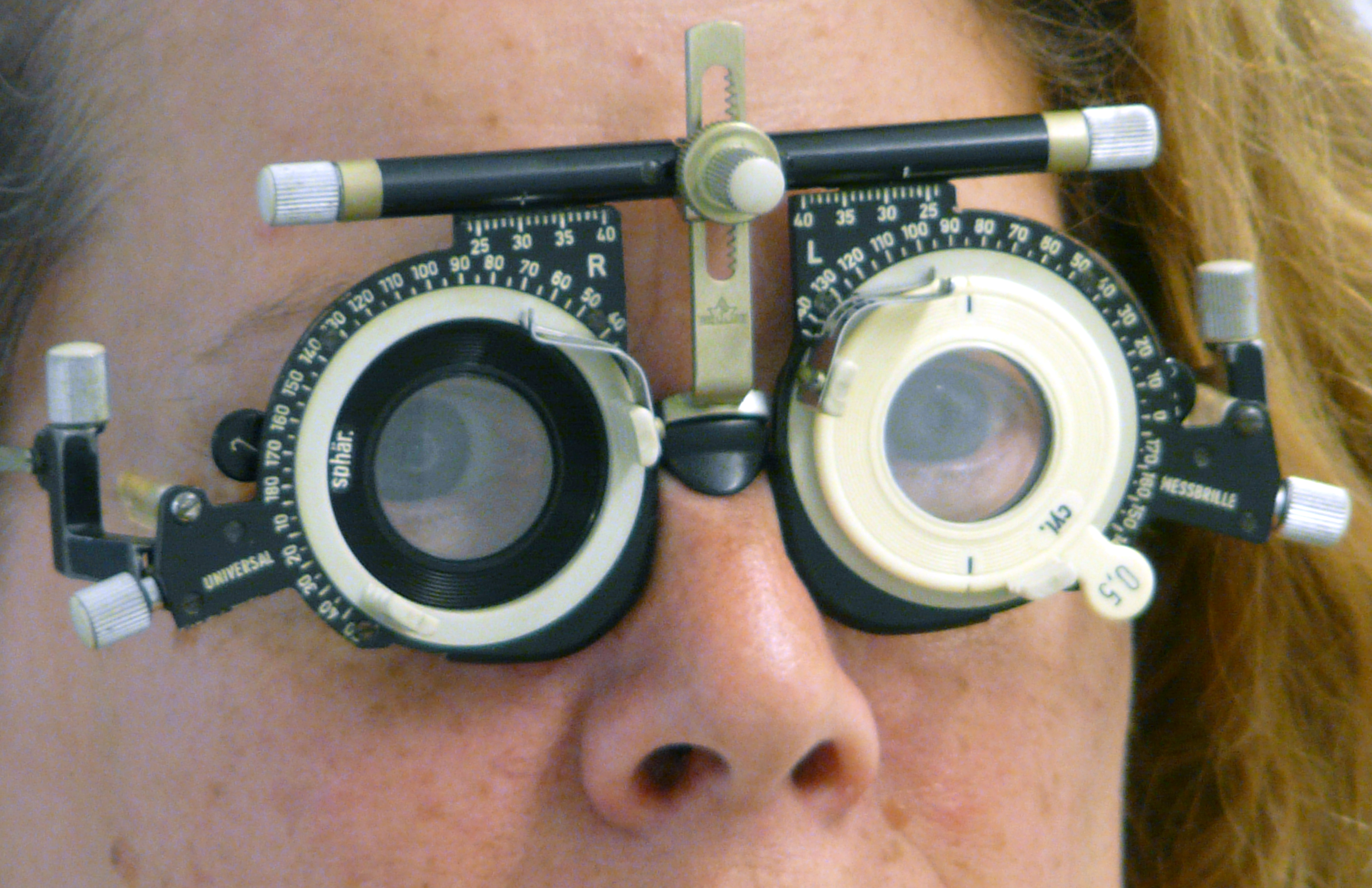
Alternative: Mess- oder „Vorsteckbrille“

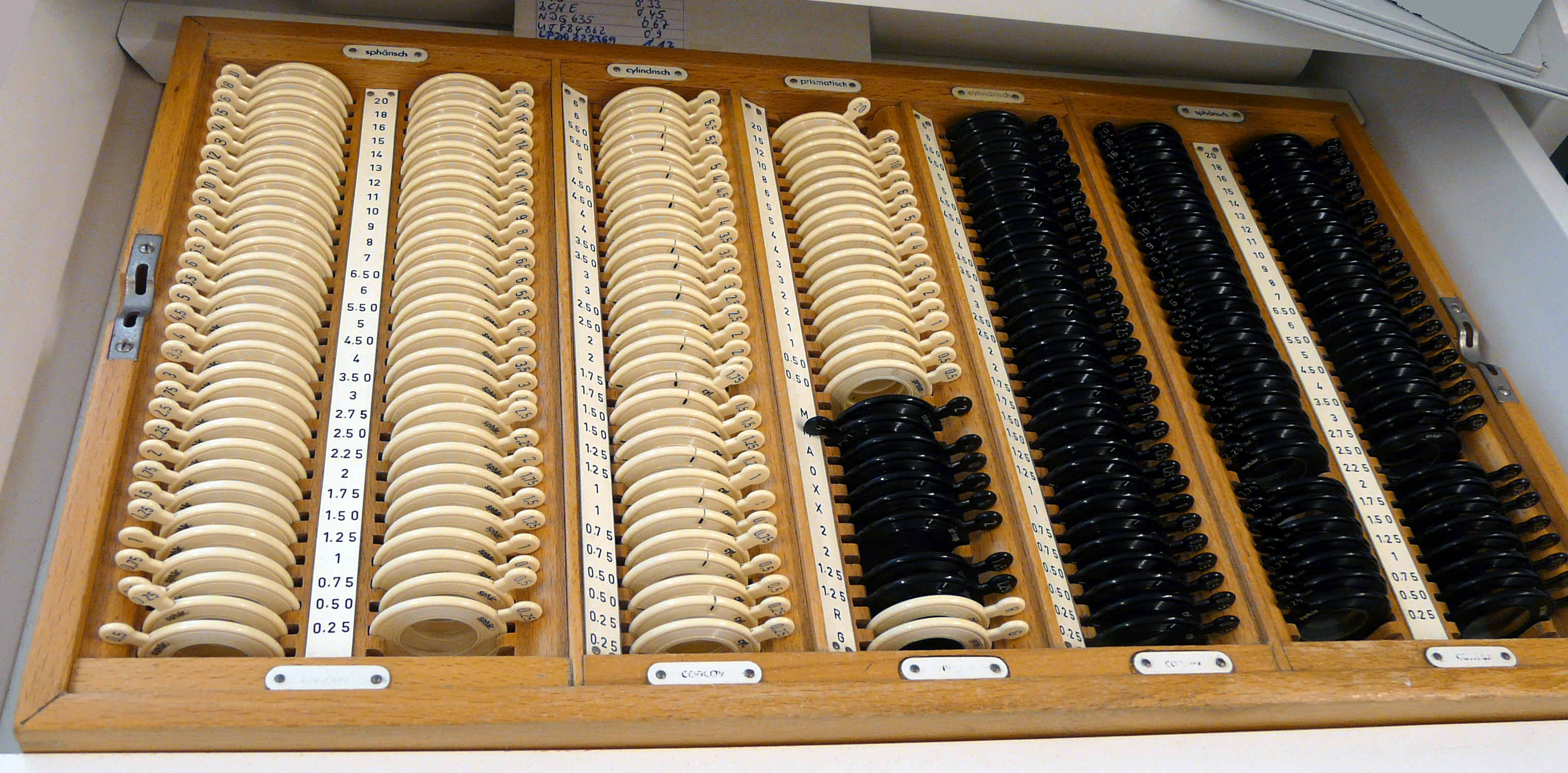
… und Gläserkasten

Die mit dem Phoropter ermittelten Werte werden auf der Grundlage objektiv gemessener Fehlsichtigkeiten (Ametropie) ermittelt und zur Anpassung von Brillengläsern oder Kontaktlinsen benötigt. Dabei schaut der Patient von der Rückseite des Geräts durch zwei runde Öffnungen, deren Abstand sich entsprechend dem individuellen Augenabstand anpassen lässt. Der Untersucher nimmt von vorne die notwendigen Einstellungen vor.
Die Anwendung eines Phoropters bietet eine komfortable Möglichkeit, erwachsenen Personen und größeren Kindern verschiedene Glasstärken in Abstufungen von 0.25 Dioptrien anzubieten und so zu prüfen, ob sich die Sehschärfe dadurch verändert. Alle für eine Brillenglasbestimmung notwendigen sphärischen und zylindrischen Glasstärken stehen dabei zur Verfügung. Die Einstellung der Achslage von Zylindergläsern entspricht dem so genannten TABO-Schema von 0° bis 180°. Bedient wird der Phoropter entweder manuell über Drehknöpfe, die an der Vorderseite des Gerätes angebracht sind, oder computergesteuert mittels einer zentralen Steuerkonsole, die mit dem Gerät verbunden ist. Über eine Schnittstelle ist es in diesem Fall auch möglich, im Computer gespeicherte Werte, zum Beispiel frühere Brillenwerte oder die Ergebnisse einer objektiven Refraktionsmessung, direkt an den Phoropter zu senden, der dann diese Werte einstellt.
Zudem ist es mit einem Phoropter möglich, unter Verwendung von Farb- und Polarisationsfiltern Untersuchungen des beidäugigen Sehens hinsichtlich Heterophorie, Simultansehen und Fusion durchzuführen. Zur Korrektur stehen eingebaute Prismen zur Verfügung, sowie Siebtests für spezielle orthoptische Untersuchungen (Worth-Test, Schober-Test).
Fertigung und Qualität von Phoroptern regelt in Deutschland der Normenausschuss Feinmechanik und Optik (NAFuO) in der DIN EN ISO 10341:1999.